# Sharon van Essen
Sharon Van Essen née le 3 mars 1981 à Utrecht, est une coureuse cycliste professionnelle néerlandaise.

## Palmarès sur route
- 2000
  - 2e étape de Ster van Walcheren
- 2001
  - Tour de Bochum
  - 2e étape de Ster van Walcheren
- 2002
  - 3e de Dortmund Classic
- 2003
  - 2e étape du Tour de la Haute-Vienne
  - 7e du championnat d'Europe sur route espoirs
- 2004
  - 3e du Novilon Euregio Cup
- 2005
  - 2e du championnat des Pays-Bas sur route
  - 3e du Tour féminin en Limousin
- 2006
  - 2e du championnat des Pays-Bas sur route
- 2008
  - Heuvelland Classic